# ビッグファン平和島
ビッグファン平和島（ビッグファンへいわじま、BIG FUN 平和島）とは、東京都大田区平和島1-1-1にある複合型アミューズメント施設である。
かつてはレジャーランド平和島の名称であった。

## 概要

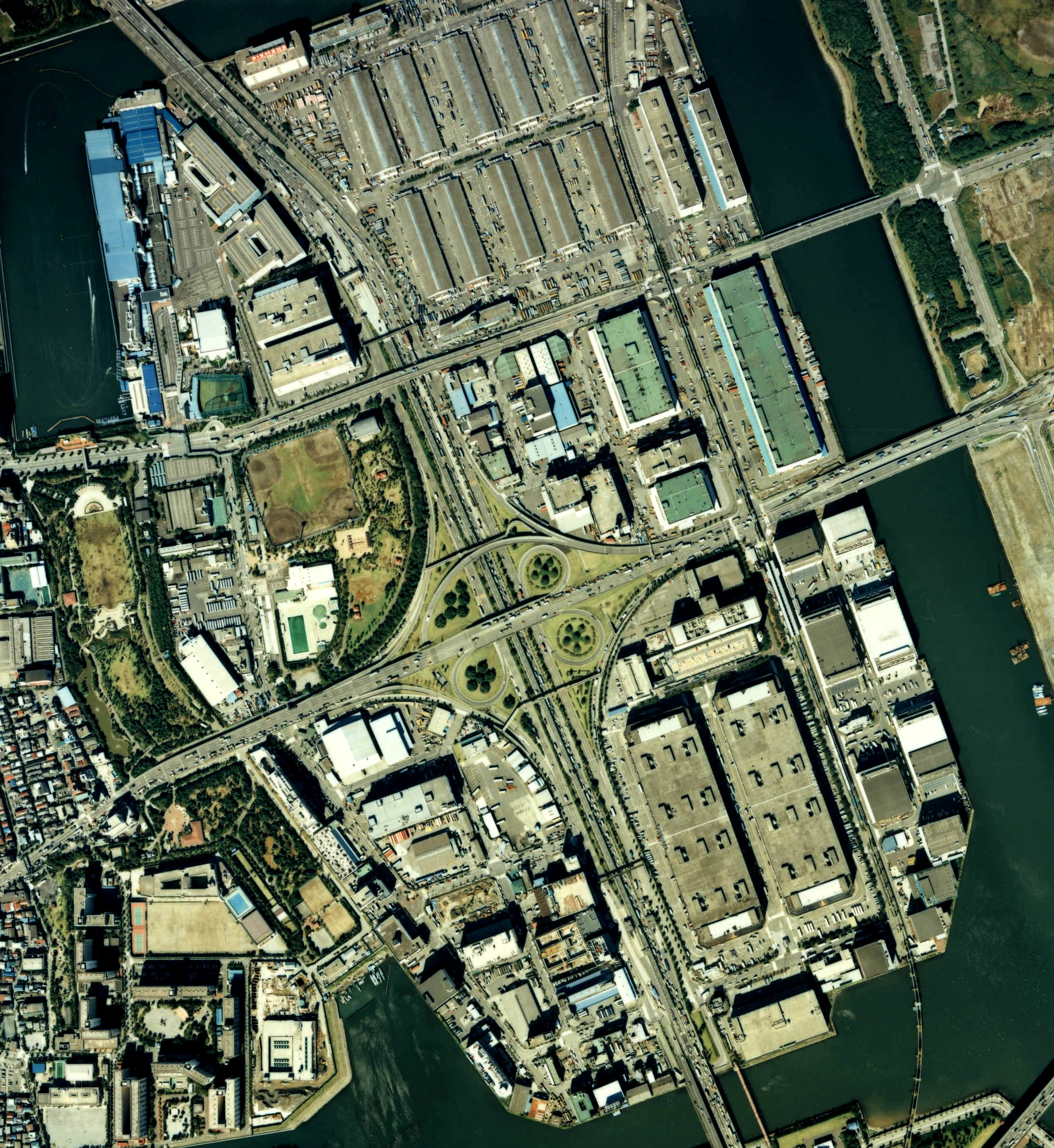
平和島付近の航空写真。1989年撮影。北西の角が現在のビッグファン平和島に相当する。国土画像情報（カラー空中写真）（国土交通省）を元に作成。

ビッグファン平和島は、各種アミューズメント施設や飲食店その他の店舗の集合施設である。敷地は平和島の北西端の一角を占め、敷地内には天然温泉施設、映画館、ボーリング場、ゴルフスクール、ゲームセンター、カラオケボックス、ドン・キホーテ、業務スーパーなど各種店舗の入る複合商業ビル、平和島競艇場トンデミなどが存在する。
土地施設の保有・管理や施設全体の運営は京急開発株式会社が行っており、京浜急行電鉄の関連施設としての色合いも強い。
レジャーランド平和島時代は京急クアリゾートやボウリング施設などがあったが、2002年7月24日にリニューアルされて施設が大幅に増加し、その際に現在の名称に変更された。バス停は旧名称で残っている。
BIG FUNの名は、「大いに楽しむ場所」というところから直訳的に名付けられた。

## 施設
- 複合商業ビル

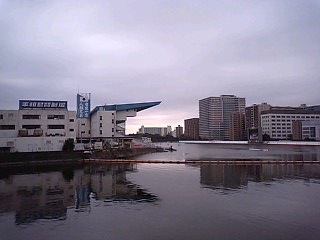
平和島競艇場も施設の一部。（2007年11月）

  - シネマコンプレックス（シネマサンシャイン平和島）
  - ボウリング場（平和島スターボウル）
  - ゲームセンター (ゲームパニック東京 → GAME フェドラ HEIWAJIMA → タイトーステーション BIGFUN平和島店)
  - パチンコ（レイトギャップ）
  - クアハウス（天然温泉 平和島）
  - ディスカウントストア（ドン・キホーテ）
  - 業務スーパー
  - カラオケバンバン 平和島店
  - ステップゴルフ平和島店
  - フードコート
  - SPACE ATHLETIC トンデミ
  - 他、飲食店など
- 平和島競艇場（レース主催は府中市）

など。
3Fにはイベントスペース（Red & Blue Tokyo）があり、アイドルやアーティストイベントが定期的に行われている。(閉鎖 2023年02月28日時点確認済み)
駐車場は有料であるが、施設内テナントを利用すれば割引が適用される。

### 天然温泉 平和島
1957年に、「平和島温泉会館」の名称で開業。大浴場や食堂、洋風休憩室、大広間などが設けられ、遊園地やレジャープールも併設されて「都内屈指の温泉郷」と称された。 1988年には、平和島温泉クアハウスを中心としたレジャー施設「クアリゾート平和島」にリニューアル。2019年に岩盤浴や、東京国際空港利用者の利便性を図る大型ロッカーやフリーWi-fiを導入し、「天然温泉 平和島」にリニューアルした。
泉質は、ナトリウム-塩化物強塩泉。

## アクセス
- 京急平和島駅・JR京浜東北線大森駅東口から100円シャトルバス（ボートレース平和島開催日の日中はレース場への無料バスを利用）